# Visión de España
Visión de España, también conocido como Las Regiones de España, es un conjunto de catorce grandes paneles pintados al óleo sobre lienzo por el pintor español Joaquín Sorolla. Este conjunto es fruto de un encargo realizado por la Hispanic Society de Nueva York al pintor, por el cual éste se comprometía a realizar una serie de lienzos de gran tamaño sobre las diversas regiones de España y Portugal con destino a decorar la biblioteca del edificio sede de la fundación.

## Un encargo de peso
El 26 de noviembre de 1911 Sorolla y Archer Milton Huntington firmaron un documento por el que el pintor se comprometía a realizar una serie de pinturas al óleo sobre lienzo con temas representativos de las regiones de la península ibérica. Las pinturas decorarían la futura biblioteca de la institución. Sorolla se comprometía así mismo a entregar los bocetos preparatorios y a no exhibir las obras en ningún otro sitio antes que en Nueva York. Aunque la Hispanic Society le dio el nombre de Regiones de España, Sorolla prefirió cambiarlo por el de Visión de España, ya que el conjunto supone una visión global de cómo el artista veía su país, alejada de los estereotipos románticos e incluso de la realidad territorial. De hecho, las regiones de Murcia, Asturias, Canarias y Baleares no fueron elegidas para formar parte del conjunto. Por otro lado, aunque 2 ciudades andaluzas están contempladas hasta en cinco paneles, sólo se menciona directamente a la región de Andalucía en una de ellas. Lo mismo que en el de Castilla, donde en realidad se contempla a la Región de León, junto con las regiones típicamente castellanas, Castilla la Vieja y Castilla la Nueva.
En un principio se especuló con la posibilidad de realizar un único mural de setenta metros de longitud, pero prevaleció el formato de paneles individuales, de diferentes tamaños.
Para inspirarse y ceñirse más a la realidad, Sorolla decidió recorrer el país y pintar cada escena in situ, en la región representada. De los catorce paneles sólo uno refleja una escena interior, siendo los demás exteriores. El pintor pasó gran parte del año 1912 realizando bocetos de diferentes trajes típicos españoles, y documentándose para lo que se iba a convertir en el encargo más importante de su carrera. El invierno y la primavera de ese año lo pasó en Castilla (Madrid y otras ciudades del interior). Durante el verano alternó estancias en San Sebastián y Navarra. En otoño regresó a Madrid, con frecuentes viajes a diversas localidades de la meseta. Para crear el panel correspondiente a Valencia, Sorolla se inspiró en las alquerías y los grandes naranjales de Alcira. Para realizar la obra, planificó trasladarse diariamente a esta ciudad, de enero a marzo de 1916, según correspondencia con su esposa Clotilde. Finalmente la pintó en Valencia. Al concluir el encargo, Sorolla estaba agotado.

## La serie completa

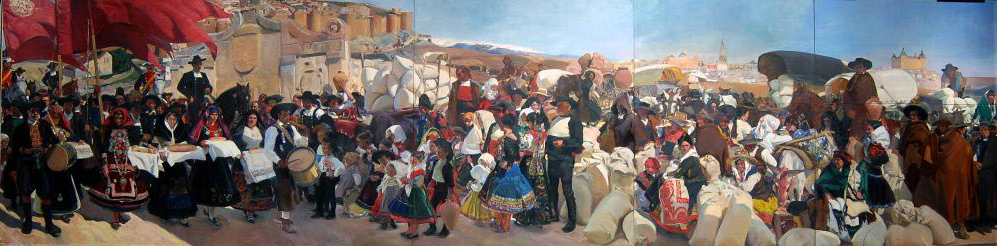
Castilla. La fiesta del pan (1913)
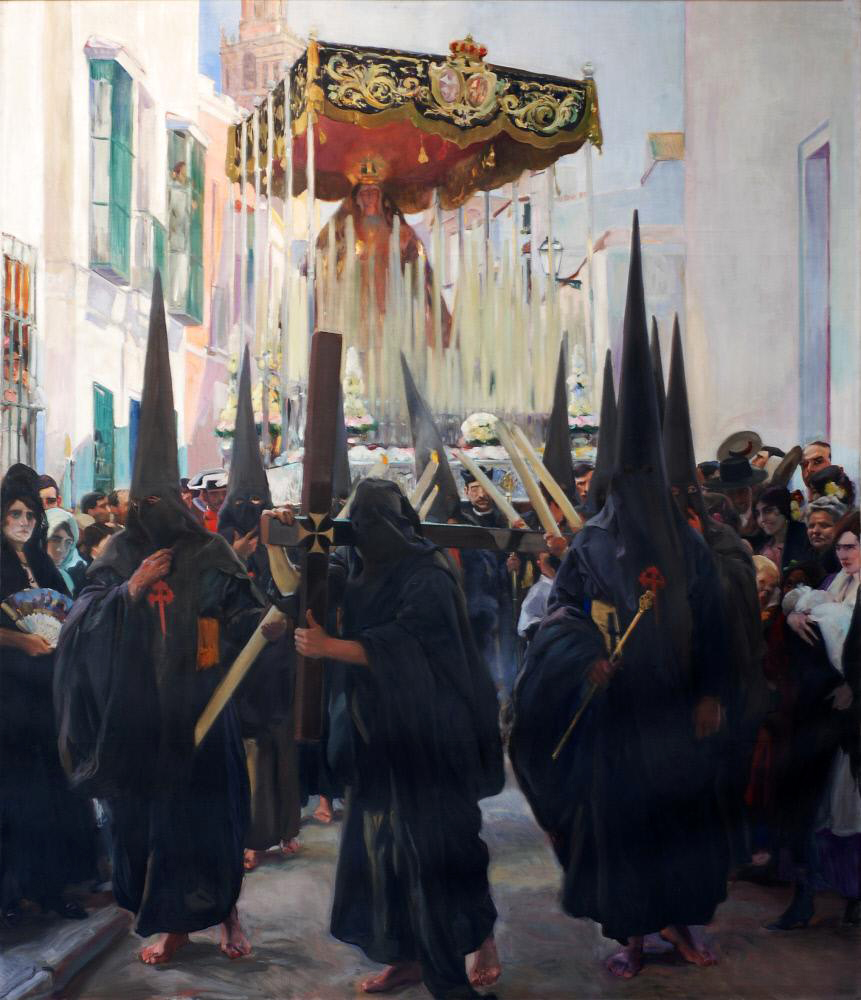
Sevilla. Los nazarenos (1914)
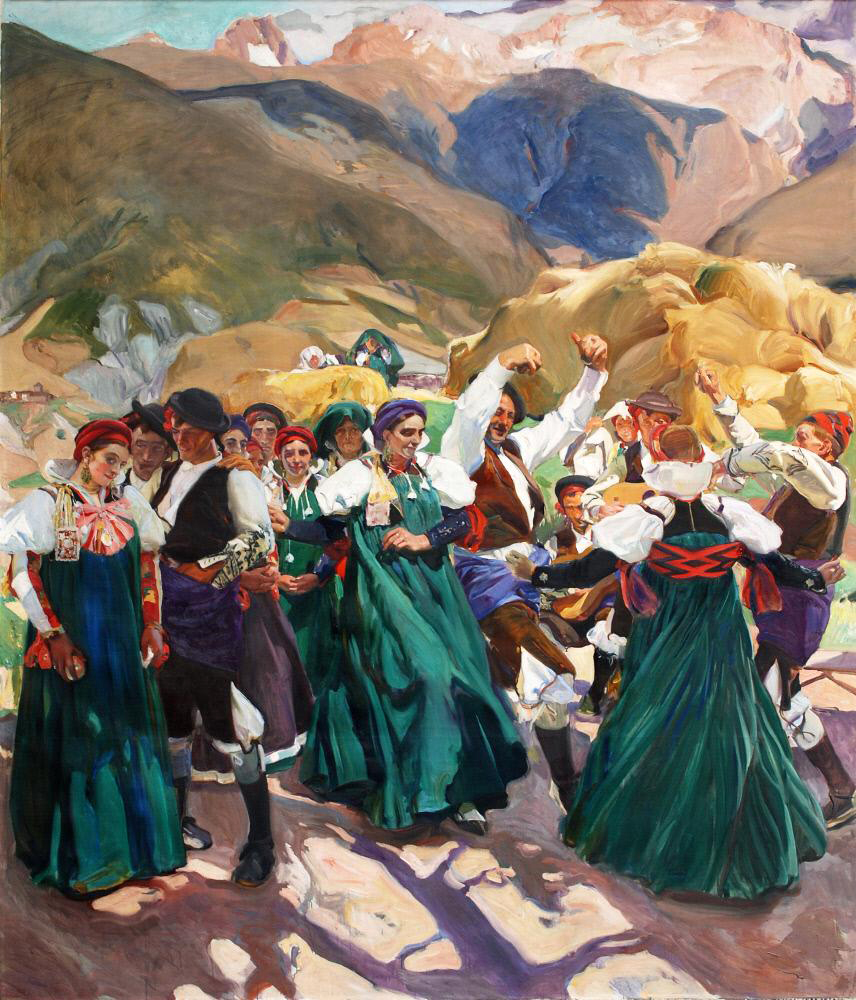
Aragón. La jota (1914)
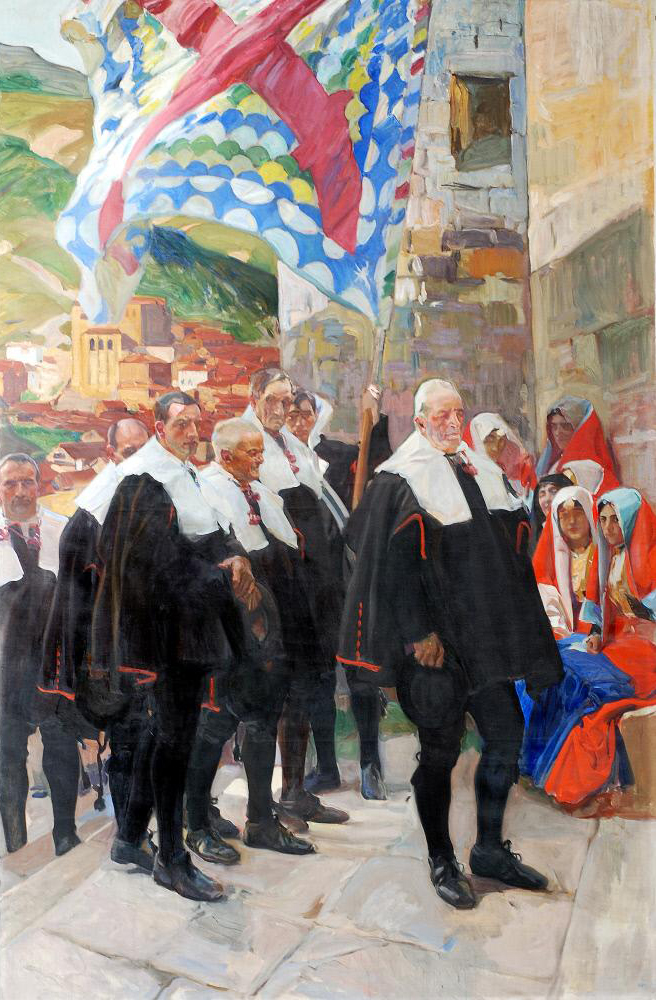
Navarra. El concejo del Roncal (1914)
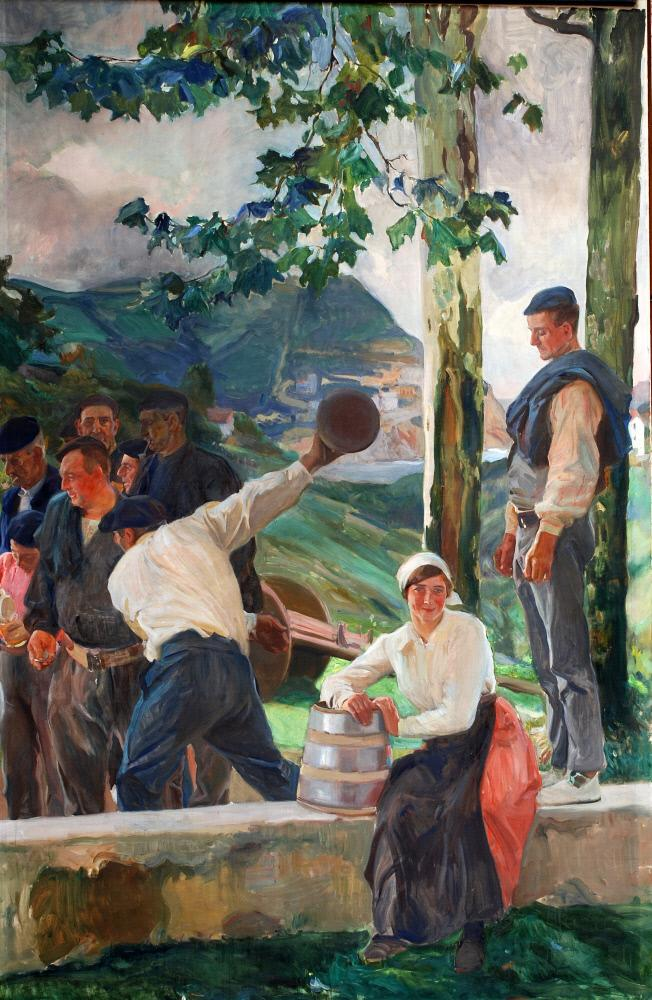
Guipúzcoa. Los bolos (1914)
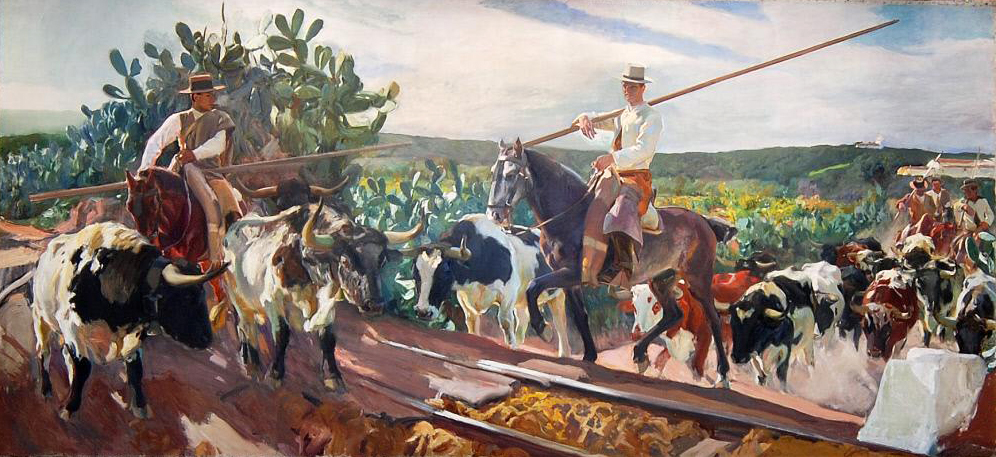
Andalucía. El encierro (1914)
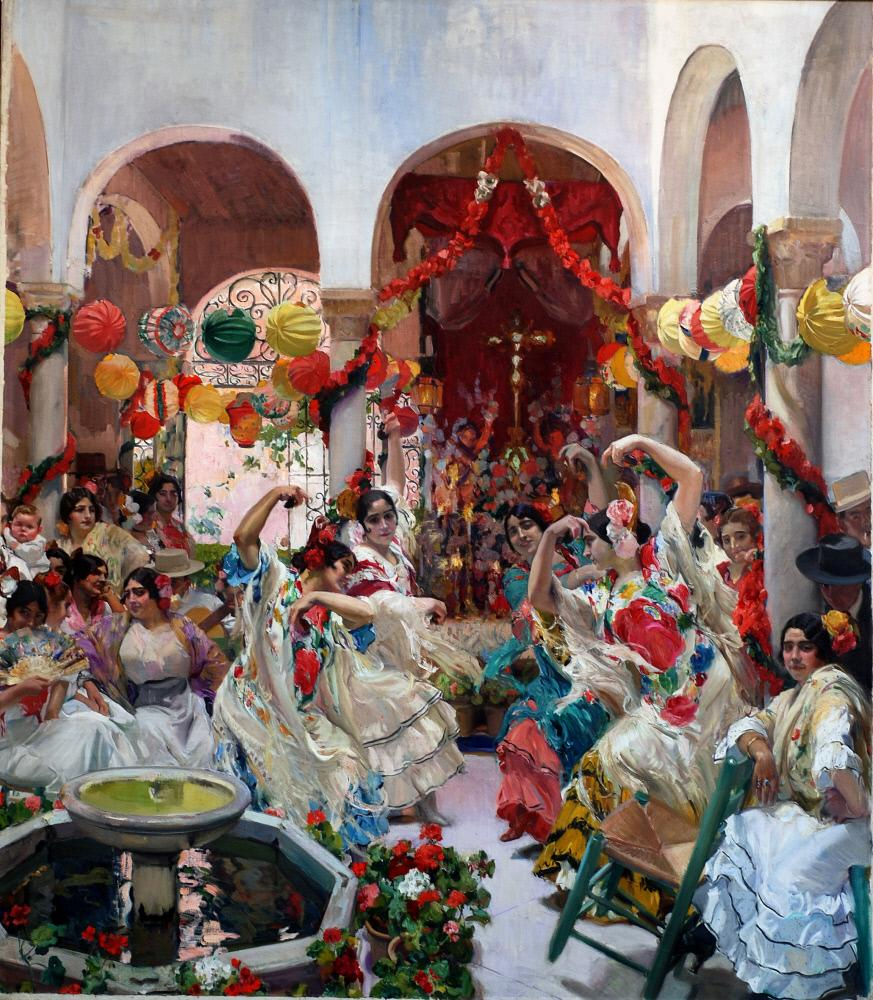
Sevilla. El baile (1915)
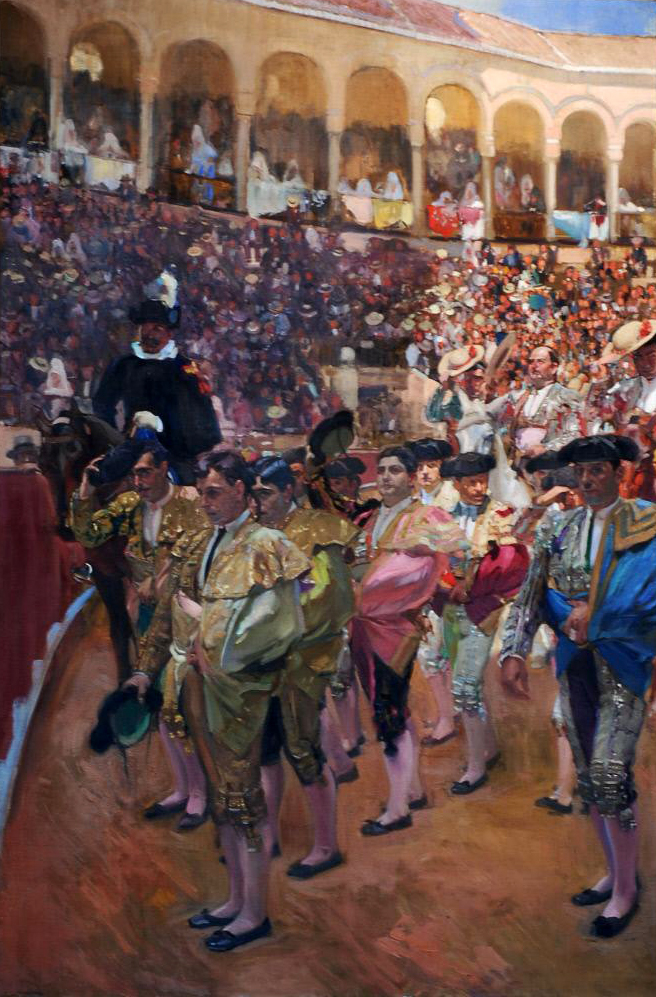
Sevilla. Los toreros (1915)
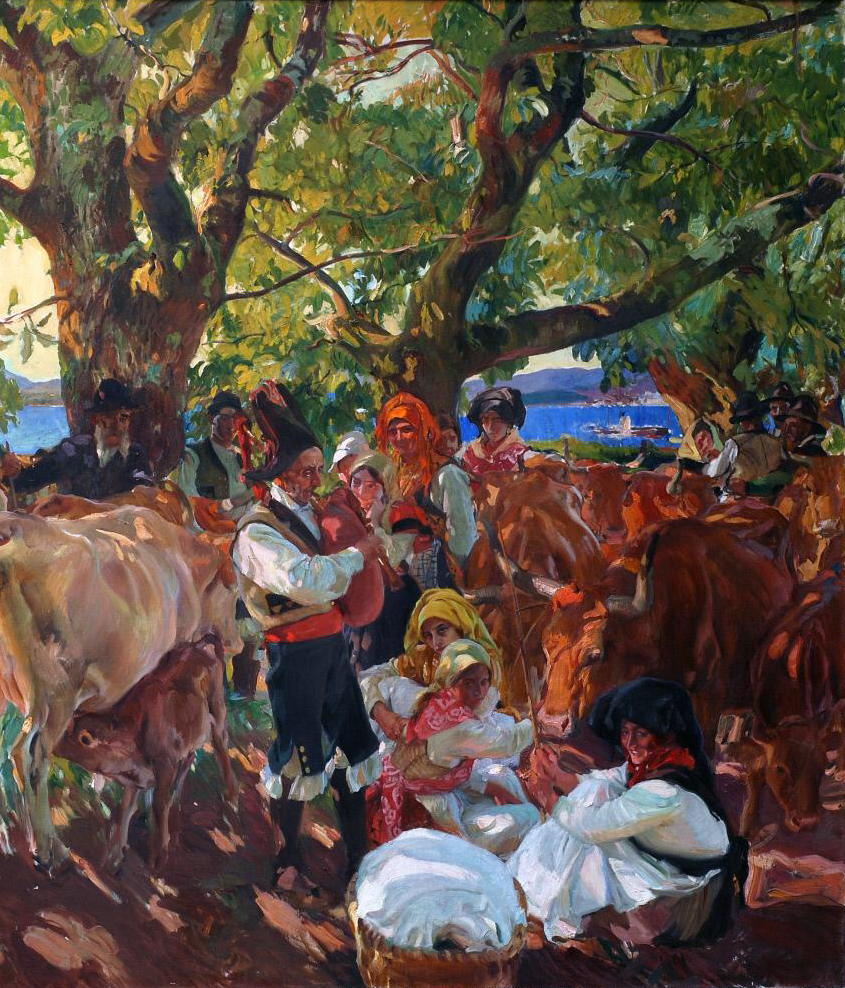
Galicia. La romería (1915)
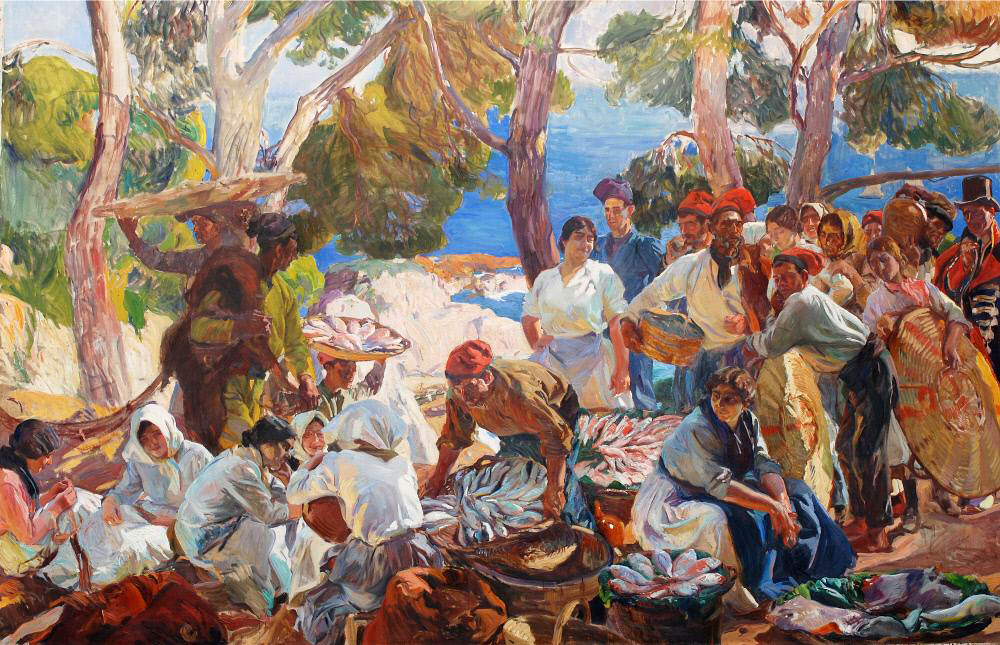
Cataluña. El pescado (1915)
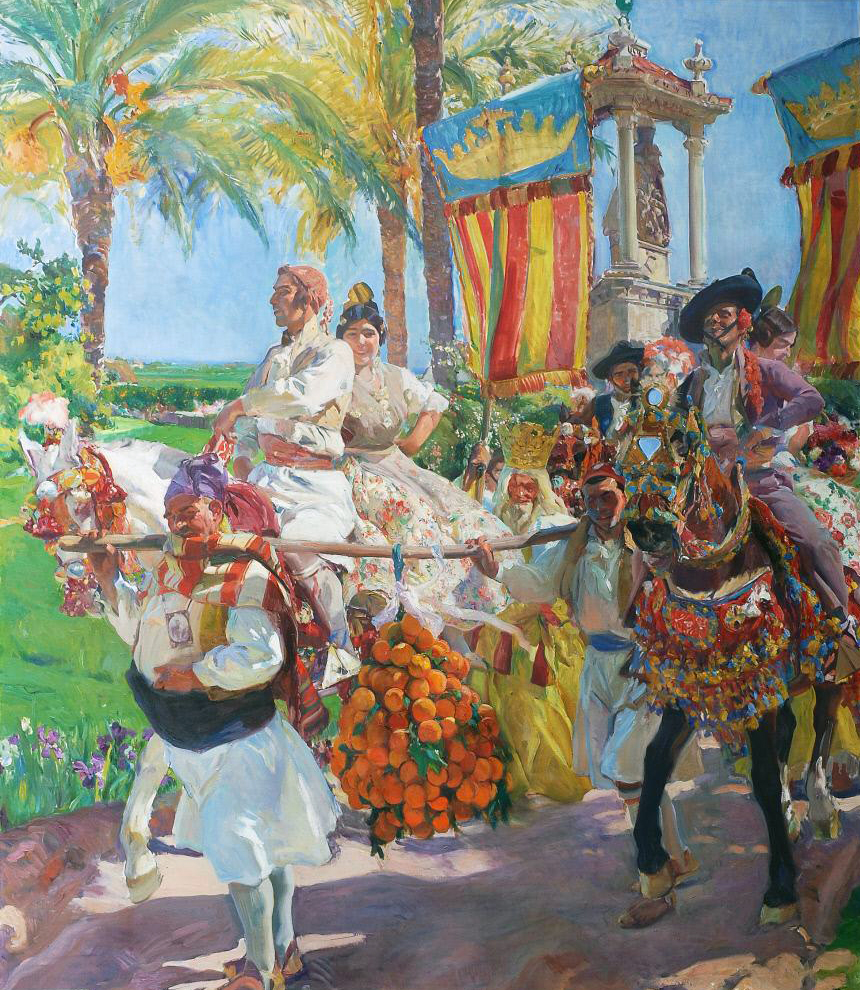
Valencia. Las grupas (1916)
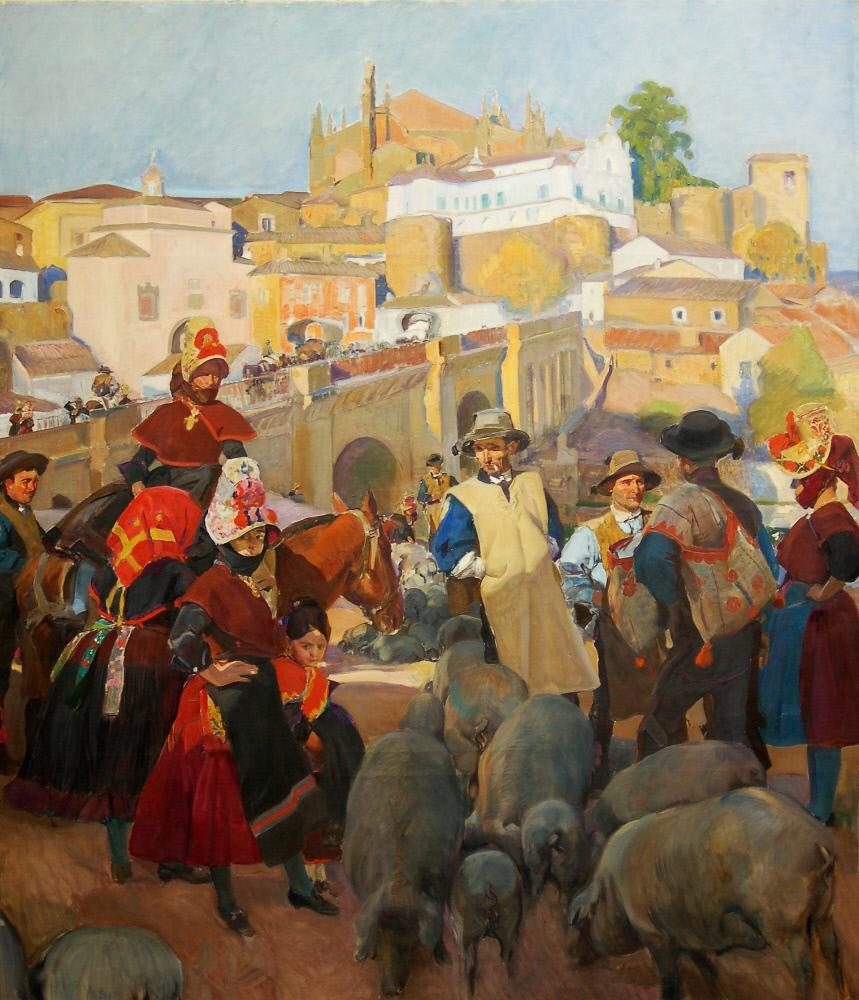
Extremadura. El mercado (1917)
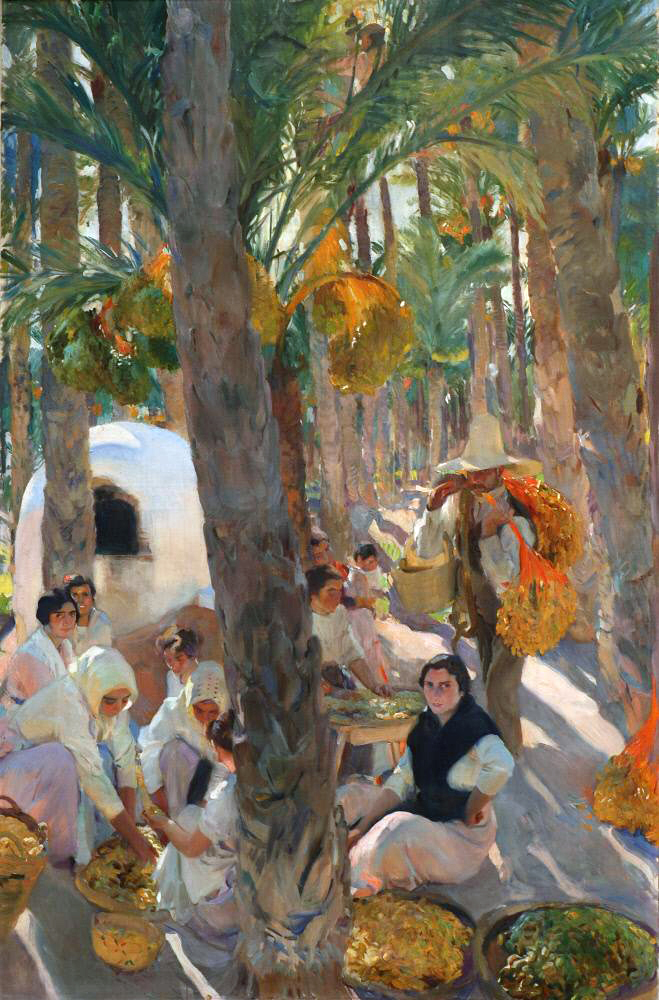
Elche. El palmeral (1918-1919)
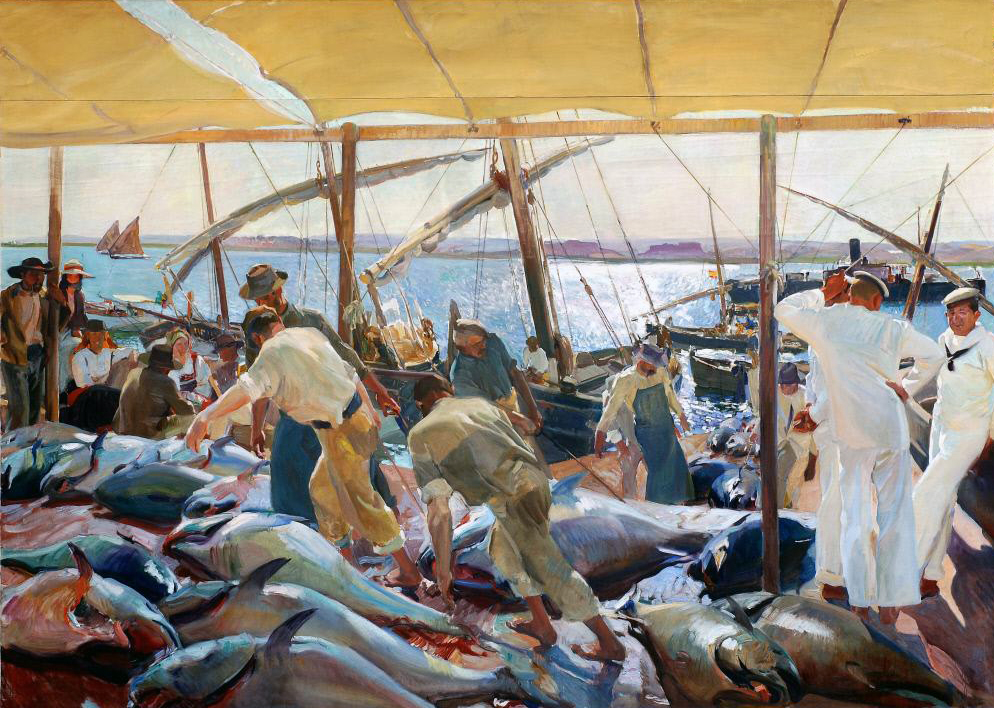
Ayamonte. La pesca del atún (1919)

## Restauración

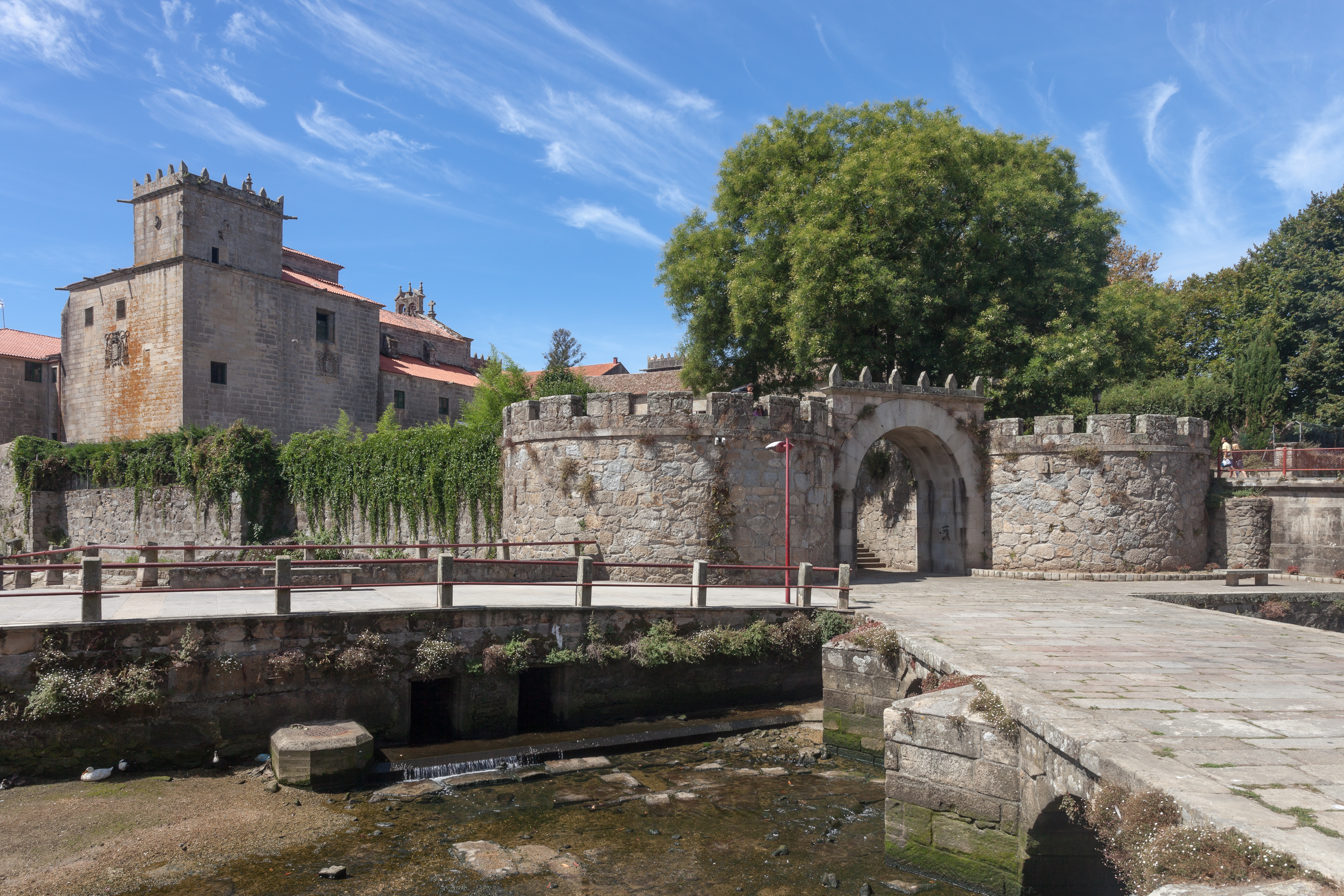
Palacio de Vistalegre, Vilagarcía de Arousa, Galicia (España).

Por necesidades de restauración, este conjunto de pinturas fue descolgado en 2008 y se aprovechó la ocasión para exhibirlo en diversas ciudades españolas: Valencia, Barcelona, Málaga, el Museo de Bellas Artes de Bilbao, el Museo de Bellas Artes de Sevilla y el Museo del Prado en Madrid, a lo largo de 2009. La exposición en el Prado fue presentada dentro de una gran muestra antológica de la obra de Sorolla (con unas 465.000 visitas). La serie de lienzos Visión de España fue devuelta a la Hispanic Society en 2010.